# Mannschaftskader der Primera División (Schach) 1982
Die Liste der Mannschaftskader der Primera División (Schach) 1982 enthält alle Spieler, die in der spanischen Primera División im Schach 1982 mindestens eine Partie spielten, mit ihren Einzelergebnissen.

## Allgemeines
Während CE Vulcà Barcelona, CA Peña Rey Ardid Bilbao und CA Nifsa Las Palmas in allen Wettkämpfen die gleichen vier Spieler einsetzten, spielten bei Círculo Mercantil Sevilla und CE Terrassa je sieben Spieler mindestens eine Partie. Insgesamt kamen 53 Spieler zum Einsatz, von denen 23 an allen Wettkämpfen teilnahmen.
Punktbester Spieler war Víctor Manuel Vehí Bach (CE Vulcà Barcelona) mit 8,5 Punkten aus 9 Partien, Fernando Visier Segovia (CA Nifsa Las Palmas) und José Luis Fernández García (UGA Barcelona) erreichten je 7 Punkte aus 9 Partien. Kein Spieler erreichte 100 %, das prozentual beste Ergebnis gelang ebenfalls Vehí Bach.

## Legende
Die nachstehenden Tabellen enthalten folgende Informationen:
- Nr.: Ranglistennummer
- Titel: FIDE-Titel; GM = Großmeister, IM = Internationaler Meister, FM = FIDE-Meister
- Land: Verbandszugehörigkeit gemäß Elo-Liste von Juli 1982; COL = Kolumbien, ESP = Spanien, PER = Peru, SWE = Schweden
- Elo: Elo-Zahl in der Elo-Liste von Juli 1982
- G: Anzahl Gewinnpartien
- R: Anzahl Remispartien
- V: Anzahl Verlustpartien
- Pkt.: Anzahl der erreichten Punkte
- Partien: Anzahl der gespielten Partien

## CE Vulcà Barcelona
| Nr. | Titel | Name                     | Land | Elo  | G | R | V | Pkt. | Partien |
| --- | ----- | ------------------------ | ---- | ---- | - | - | - | ---- | ------- |
| 1   | GM    | Orestes Rodríguez Vargas | PER  | 2430 | 2 | 6 | 1 | 5    | 9       |
| 2   | GM    | Juan Manuel Bellón López | ESP  | 2395 | 3 | 6 | 0 | 6    | 9       |
| 3   | IM    | Ángel Martín González    | ESP  | 2415 | 4 | 2 | 3 | 5    | 9       |
| 4   |       | Víctor Manuel Vehí Bach  | ESP  | 2335 | 8 | 1 | 0 | 8,5  | 9       |

## UGA Barcelona
| Nr. | Titel | Name                               | Land | Elo  | G | R | V | Pkt. | Partien |
| --- | ----- | ---------------------------------- | ---- | ---- | - | - | - | ---- | ------- |
| 1   | GM    | Arturo Pomar Salamanca             | ESP  | 2400 | 1 | 6 | 0 | 4    | 7       |
| 2   | IM    | Francisco Javier Ochoa de Echagüen | ESP  | 2410 | 2 | 6 | 1 | 5    | 9       |
| 3   | IM    | José Luis Fernández García         | ESP  | 2400 | 5 | 4 | 0 | 7    | 9       |
| 4   |       | Alfredo Rosich Valles              | ESP  |      | 1 | 1 | 0 | 1,5  | 2       |
| 5   |       | Maximo Borrell Vidal               | ESP  |      | 2 | 2 | 1 | 3    | 5       |
| 6   |       | Alejandro Pablo Marín              | ESP  | 2345 | 3 | 1 | 0 | 3,5  | 4       |

## CA Peña Rey Ardid Bilbao
| Nr. | Titel | Name                      | Land | Elo  | G | R | V | Pkt. | Partien |
| --- | ----- | ------------------------- | ---- | ---- | - | - | - | ---- | ------- |
| 1   |       | Juan Mario Gómez Esteban  | ESP  | 2345 | 3 | 4 | 2 | 5    | 9       |
| 2   |       | Rafael Álvarez Ibarra     | ESP  |      | 5 | 3 | 1 | 6,5  | 9       |
| 3   |       | Pedro María Zabala Bilbao | ESP  |      | 5 | 2 | 2 | 6    | 9       |
| 4   |       | Eleazar Ortiz Herranz     | ESP  |      | 5 | 2 | 2 | 6    | 9       |

## CA Nifsa Las Palmas
| Nr. | Titel | Name                     | Land | Elo  | G | R | V | Pkt. | Partien |
| --- | ----- | ------------------------ | ---- | ---- | - | - | - | ---- | ------- |
| 1   | GM    | Jesús Díez del Corral    | ESP  | 2475 | 4 | 2 | 3 | 5    | 9       |
| 2   | IM    | José Miguel Fraguela Gil | ESP  | 2295 | 3 | 2 | 4 | 4    | 9       |
| 3   | FM    | Fernando Visier Segovia  | ESP  | 2350 | 7 | 0 | 2 | 7    | 9       |
| 4   |       | Sergio Cabrera Guerra    | ESP  |      | 3 | 1 | 5 | 3,5  | 9       |

## Círculo Mercantil Sevilla
| Nr. | Titel | Name                               | Land | Elo  | G | R | V | Pkt. | Partien |
| --- | ----- | ---------------------------------- | ---- | ---- | - | - | - | ---- | ------- |
| 1   | IM    | Manuel Rivas Pastor                | ESP  | 2465 | 2 | 5 | 2 | 4,5  | 9       |
| 2   |       | Ricardo Montecatine Rios           | ESP  | 2265 | 0 | 5 | 1 | 2,5  | 6       |
| 3   |       | Leonardo García Junco              | ESP  |      | 2 | 2 | 1 | 3    | 5       |
| 4   |       | Eduardo Niehus Hiller              | ESP  |      | 1 | 2 | 1 | 2    | 4       |
| 5   |       | Enrique Álvarez de Toledo Cornello | ESP  |      | 2 | 2 | 1 | 3    | 5       |
| 6   |       | Marín                              | ESP  |      | 0 | 2 | 2 | 1    | 4       |
| 7   |       | Antonio Prados Montaño             | ESP  |      | 1 | 2 | 0 | 2    | 3       |

## CE Olot
| Nr. | Titel | Name                            | Land | Elo  | G | R | V | Pkt. | Partien |
| --- | ----- | ------------------------------- | ---- | ---- | - | - | - | ---- | ------- |
| 1   | IM    | Óscar Humberto Castro Rojas     | COL  | 2400 | 2 | 4 | 3 | 4    | 9       |
| 2   |       | Rafael González Maza            | ESP  | 2270 | 3 | 2 | 1 | 4    | 6       |
| 3   |       | Carles Casacuberta Vergés       | ESP  |      | 2 | 1 | 6 | 2,5  | 9       |
| 4   |       | Miguel Ángel Nepomuceno Salcedo | ESP  |      | 4 | 3 | 2 | 5,5  | 9       |
| 5   |       | Jaume Bosch Romay               | ESP  |      | 0 | 0 | 3 | 0    | 3       |

## Círculo Mercantil San Sebastián
| Nr. | Titel | Name                         | Land | Elo  | G | R | V | Pkt. | Partien |
| --- | ----- | ---------------------------- | ---- | ---- | - | - | - | ---- | ------- |
| 1   |       | Francisco Gallego Eraso      | ESP  | 2265 | 3 | 3 | 3 | 4,5  | 9       |
| 2   |       | Julia Gallego Eraso          | ESP  | 1850 | 1 | 4 | 2 | 3    | 7       |
| 3   |       | Francisco Sesma Irigoyen     | ESP  |      | 1 | 2 | 4 | 2    | 7       |
| 4   |       | M. López                     | ESP  |      | 1 | 3 | 0 | 2,5  | 4       |
| 5   |       | Carlos San Sebastián Vicioso | ESP  |      | 1 | 4 | 1 | 3    | 6       |
| 6   |       | Antonio Casado Fernández     | ESP  |      | 1 | 0 | 2 | 1    | 3       |

## CA Gambito Valencia
| Nr. | Titel | Name                       | Land | Elo  | G | R | V | Pkt. | Partien |
| --- | ----- | -------------------------- | ---- | ---- | - | - | - | ---- | ------- |
| 1   | IM    | Jaan Eslon                 | SWE  | 2425 | 4 | 3 | 2 | 5,5  | 9       |
| 2   |       | Rafael Mari Sancho         | ESP  | 2270 | 3 | 4 | 2 | 5    | 9       |
| 3   |       | Ramón Navarro Lerma        | ESP  |      | 0 | 1 | 3 | 0,5  | 4       |
| 4   |       | José María Macián Estelles | ESP  |      | 2 | 0 | 6 | 2    | 8       |
| 5   |       | Josep Bertrán Sala         | ESP  |      | 1 | 1 | 4 | 1,5  | 6       |

## CE Terrassa
| Nr. | Titel | Name                   | Land | Elo | G | R | V | Pkt. | Partien |
| --- | ----- | ---------------------- | ---- | --- | - | - | - | ---- | ------- |
| 1   |       | Juan Pomés Marcet      | ESP  |     | 2 | 3 | 1 | 3,5  | 6       |
| 2   |       | Emili Simón Padrós     | ESP  |     | 1 | 1 | 0 | 1,5  | 2       |
| 3   |       | Jordi Antigua Padrós   | ESP  |     | 2 | 2 | 0 | 3    | 4       |
| 4   |       | Marcel Ubach Miralda   | ESP  |     | 0 | 3 | 5 | 1,5  | 8       |
| 5   |       | Ramón Clotet Torrelles | ESP  |     | 0 | 1 | 4 | 0,5  | 5       |
| 6   |       | José Valls Sole        | ESP  |     | 2 | 1 | 4 | 2,5  | 7       |
| 7   |       | Santiago Carol Querol  | ESP  |     | 1 | 0 | 3 | 1    | 4       |

## CA Michelin Valladolid
| Nr. | Titel | Name                         | Land | Elo | G | R | V | Pkt. | Partien |
| --- | ----- | ---------------------------- | ---- | --- | - | - | - | ---- | ------- |
| 1   |       | Miguel Ángel García Lafuente | ESP  |     | 2 | 3 | 4 | 3,5  | 9       |
| 2   |       | Santiago De los Mozos        | ESP  |     | 0 | 3 | 6 | 1,5  | 9       |
| 3   |       | MV Álvarez                   | ESP  |     | 0 | 2 | 3 | 1    | 5       |
| 4   |       | Morales                      | ESP  |     | 1 | 2 | 3 | 2    | 6       |
| 5   |       | Vega                         | ESP  |     | 1 | 3 | 3 | 2,5  | 7       |